# Zwölferhorn
Das Zwölferhorn ist ein 1522 m ü. A. hoher Berg hoch über Sankt Gilgen und dem Wolfgangsee im Salzkammergut.
Von St. Gilgen führt die Zwölferhornseilbahn, eine Kabinenseilbahn, auf den Gipfel. Die ursprüngliche Seilbahn war von 1957 bis 2019 in Betrieb und wurde im Jahr 2020 durch einen Neubau ersetzt. Im Zuge der Neuerrichtung entstanden auch eine neue Tal- und eine neue Bergstation. Auf der Nordseite des Berges waren früher einige Skilifte.
Der Salzburger Hörfunksender Antenne Salzburg und Radio Austria betreiben am Gipfel eine UKW-Sendeanlage.
| Programm                      | Frequenz (in MHz) | ERP      | Himmelsrichtung | RDS PS   |
| ----------------------------- | ----------------- | -------- | --------------- | -------- |
| oe24 Radio                    | 106,7 MHz         | 0,05 kW  | Nordost         | _OE_24__ |
| Antenne Salzburg              | 94,2 MHz          | 0,02 kW  | Nord            | ANTENNE_ |
| Freies Radio Salzkammergut 1) | 89,6 MHz          | 0,05 kW  | Nordost         | FR_SKGT  |
| kronehit 2)                   | 107,2 MHz         | 0,05 kW  | Südost          | kronehit |
| Antenne Salzburg              | 107,5 MHz         | 0,072 kW | Ost             | ANTENNE_ |

1) Freies Radio Salzkammergut wird vom Mobilkommast Abersee (Zinkenbach-Halbinsel) aus gesendet. 2) Kronehit wird von Sankt Gilgen 2 (Pöllach) aus gesendet. 
Der Arnoweg führt direkt über den Gipfel.
Auch mit Schneeschuhen kann der Gipfel erreicht werden.

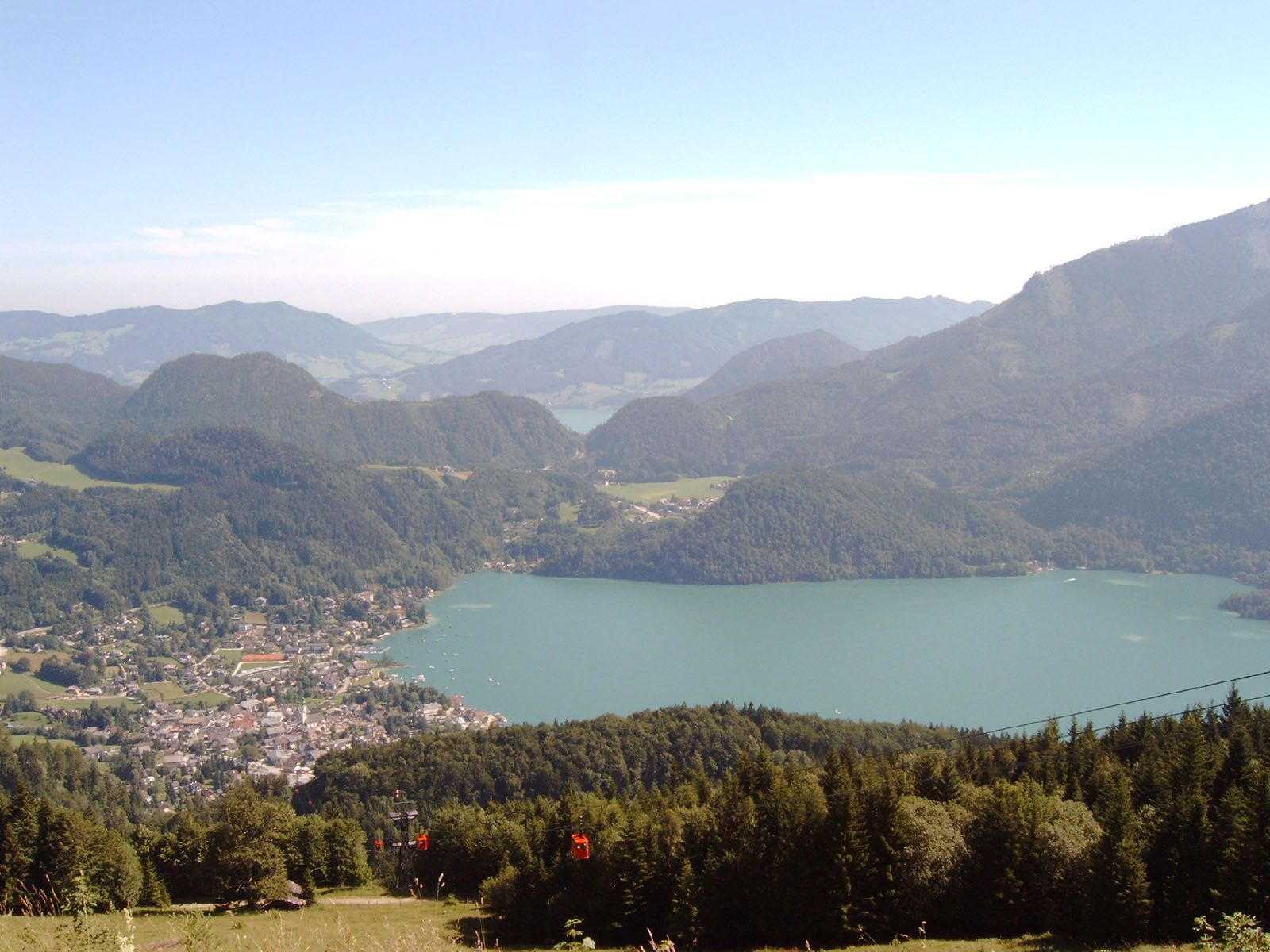
Blick ins Tal über die Sausteigalm auf St. Gilgen und das Westende des Wolfgangsees. Hinten: Mondsee, links: Mondseeberg, Roßmoos, Hochplettspitz; rechts: Fuß des Schafbergs; im Vordergrund: die alte Seilbahn (2005)
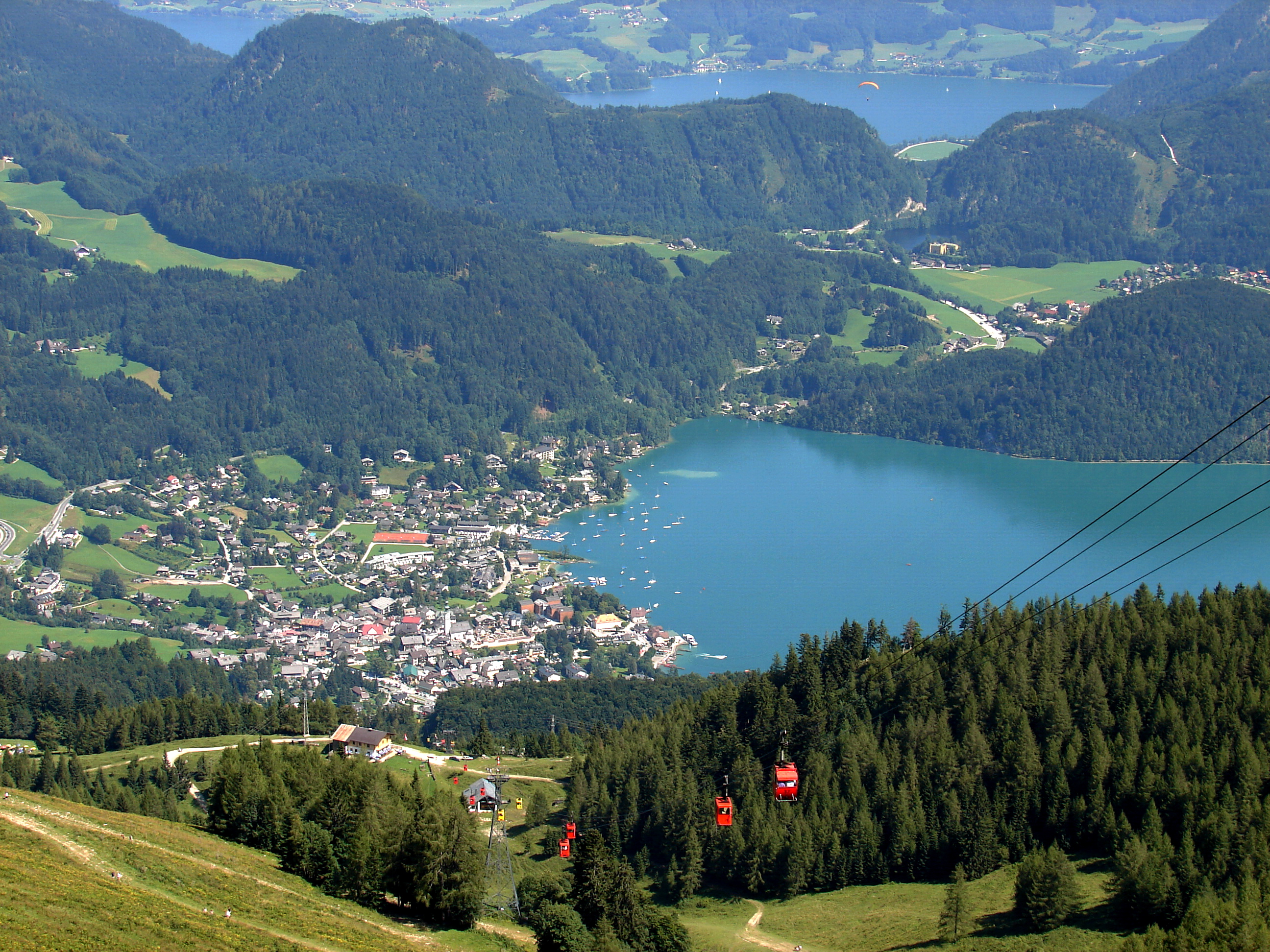
Blick auf Sankt Gilgen und den Wolfgangsee; im Vordergrund: die alte Seilbahn (2009)
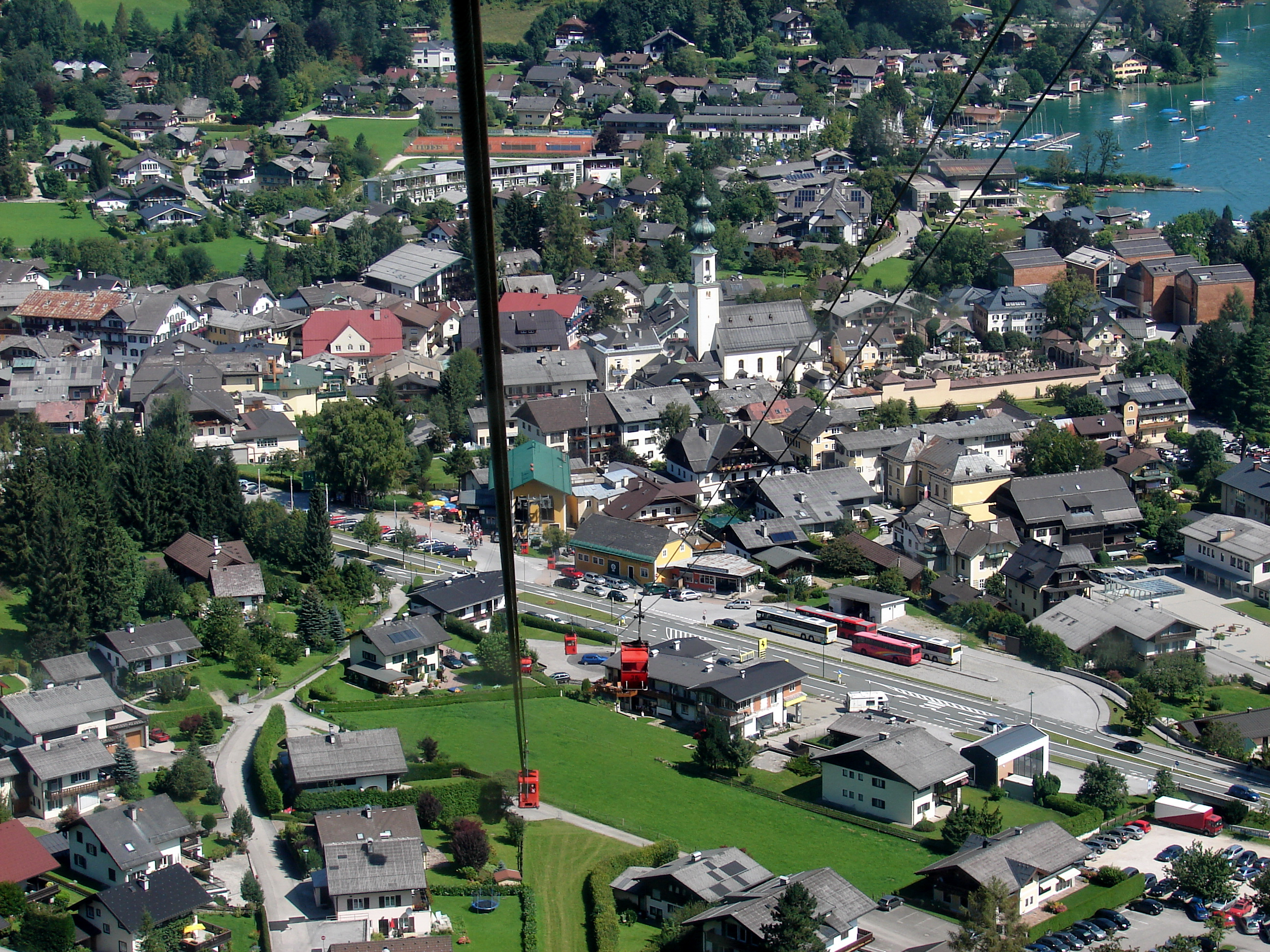
Blick aus der Gondel der alten Seilbahn auf Sankt Gilgen (2009)
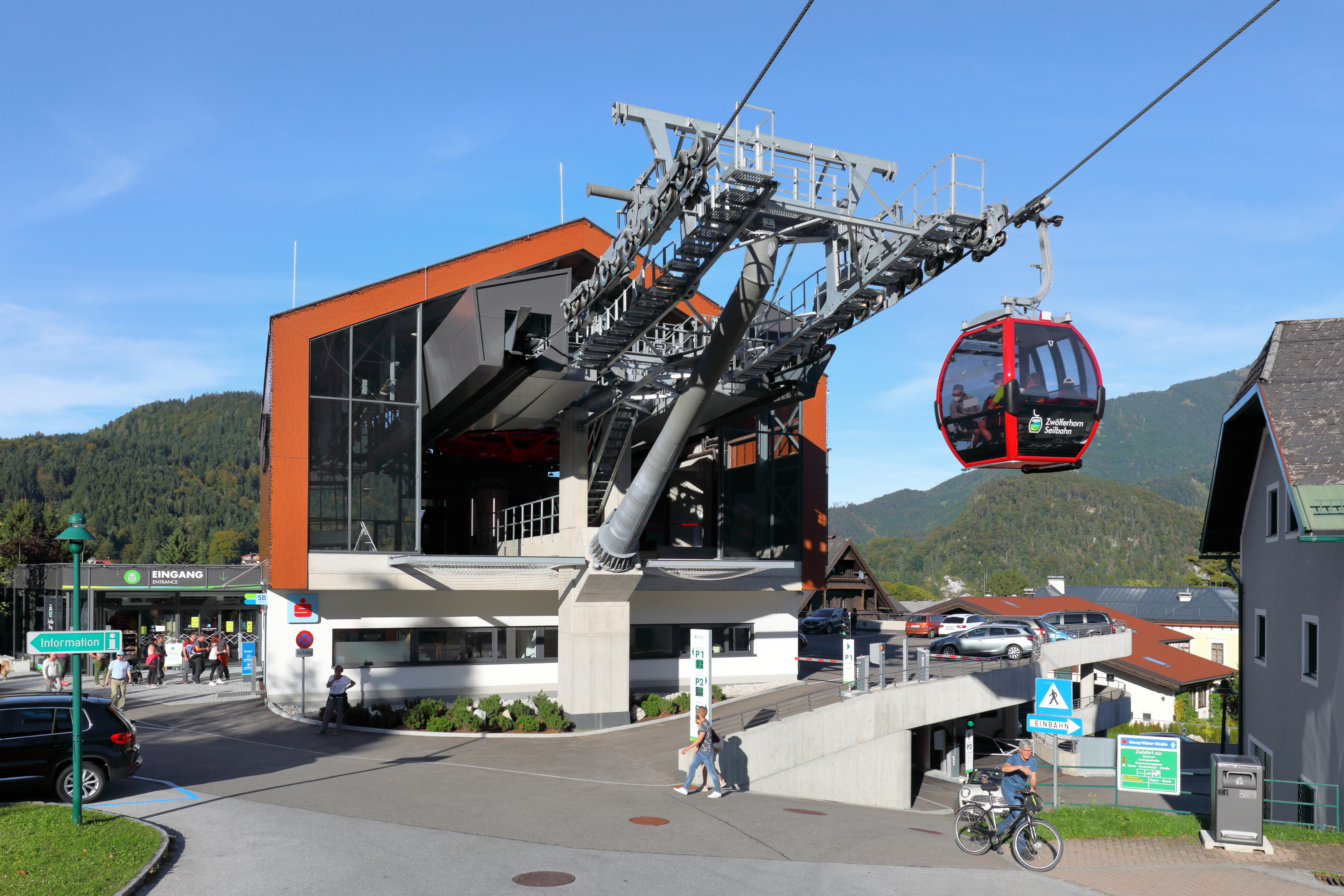
Talstation der Zwölferhorn-Seilbahn; neu errichtet im Jahr 2020